# Kolbjørn Gåsvær
Kolbjørn Gåsvær (1. februar 1926 på Jøa – 30. juni 2012 på Jøa) var en norsk lærer, Duun-formidler og kulturarbejder.
Gåsvær blev født på Jøa i Fosneskommune, Nord-Trøndelag. Han var uddannet lærer fra Levanger lærerskole (1950), og studerede senere ved Universitetet i Trondheim og Danmarks Lærerhøjskole, København. Han havde arbejdet i over 40 år som lærer, i Salsnes, Lesja, Namsos og Jøa.
Han var redaktør for Årbok for Namdalen i tolv år. Som lærer arbejdede han meget med at formidle Olav Duuns forfatterskab. Han var med til at starte Olav Duun-stiftinga i Namdalen i 1996, og var redaktør på medlemsbladet. For sit alsidige kulturarbejde, med vægt på hans indsats indenfor Duun, blev han tildelt Naumdøla Mållags målpris, Nord-Trøndelag fylkes kulturpris og Fosnes kommunes kulturpris.
Kolbjørn Gåsvær har skrevet kronikker, digte og andet til forskellige aviser og tidsskrifter. Han var konsulent for TV-serien Medmenneske, har skrevet teaterstykket Overhallsrevolusjonen for Overhalla-historieforening og har været skuespiller i Trygve Hoffs Herlaugsspel på Leka i fem år. Han var også fylkestingsrepræsentant i tolv år.